# Туер

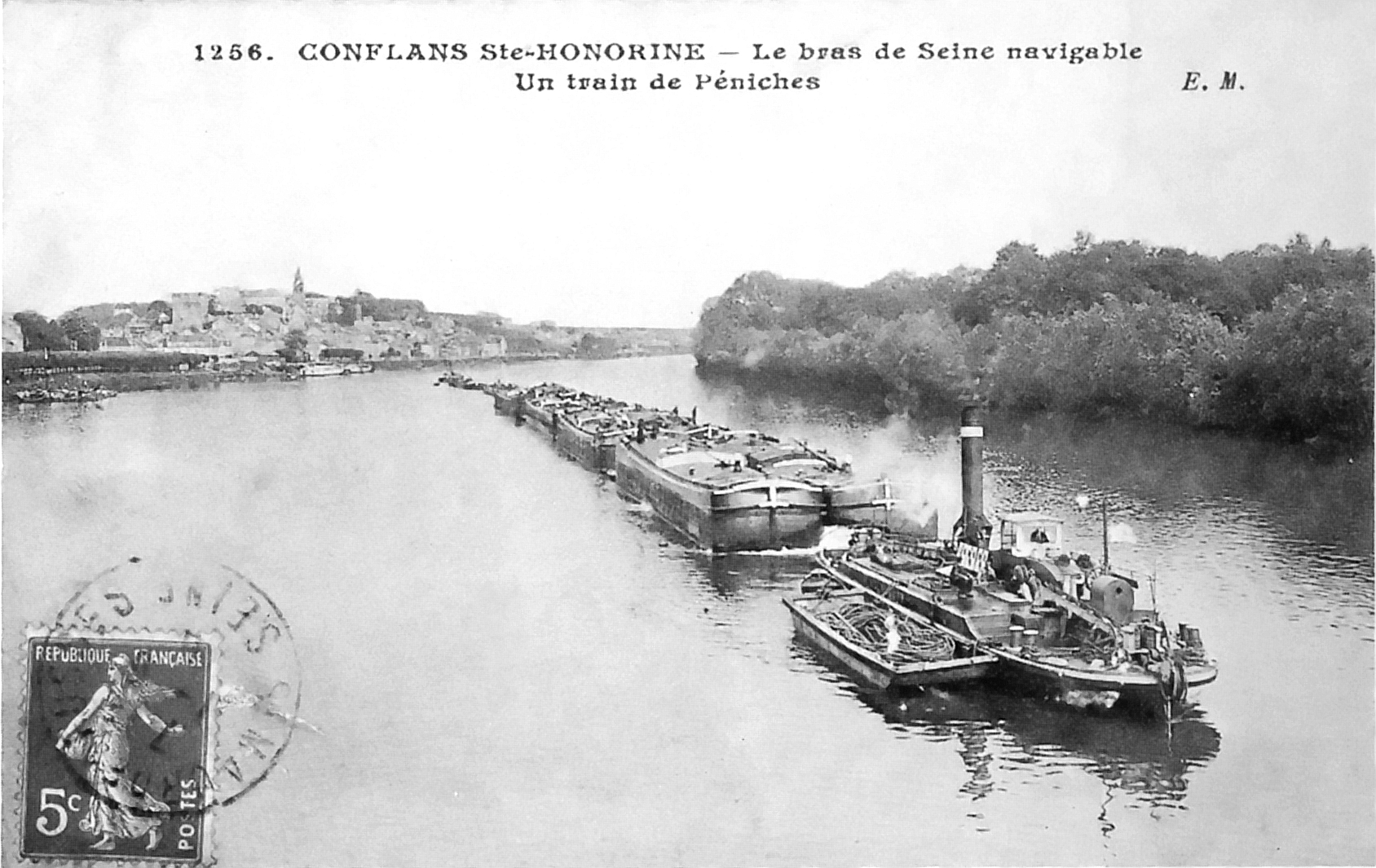
Туер с караваном барж-пенишей на Сене, начало XX века.

Туер (от фр. toueur) или цепной пароход — особый вид речного судна, буксир, движущийся вдоль уложенной по дну цепи или троса. Туеры появились в первой половине XIX века. С начала XX века их начали вытеснять другие типы судов, и к 30-50 годам туеры практически перестали использоваться.

## Применение
Туерная тяга была придумана в качестве замены ручной (бурлацкой) или конной тяги, при которой несамоходное судно передвигалось, вытягиваемое людьми или конными упряжками, движущимися по берегу реки.
В процессе использования выяснилось, что туерная тяга удобна только на реках и каналах, имеющих длинное, прямое русло. На реках с извилистым руслом она значительно уступала конной тяге.
Позднее туеры прежде всего использовались для проводки барж в районах с сильным течением, которые были непреодолимы для буксиров с гребным винтом или гребными колёсами. Также туеры использовались для проводки самоходных судов через участки с сильным течением.
В настоящее время туеров практически не осталось. Они используются в основном в местах с очень сильным течением или там, где следование судов своим ходом запрещено (например, на некоторых каналах).
Перемещение несамоходных судов при помощи туера называют туажем (от фр. touage). Также используются термины туерная тяга, туерно-цепная тяга.

## Конструкция

### Цепь и трос
Существовало два основных типа туера — туеры, двигавшиеся вдоль цепи, и туеры, двигавшиеся вдоль троса. Общий принцип действия у них был одинаков (судно движется вдоль цепи или троса, перематывая его), но более детальная конструкция этих двух типов туеров различалась.
По принципу туера действуют некоторые паромы.
В начале XX века туерами называли только суда с тросом, суда с цепью называли цепными пароходами.

### Особенности конструкции туеров с цепью и тросом
Туер с цепью
Цепь подхватывается на туере барабаном с горизонтальною осью. Она удерживается на барабане простым трением, и тогда она бывает намотана на него в несколько оборотов, или, как стали делать с начала XX века, цепь лежит только на части окружности барабана, а для усилении трения барабан намагничивается.
Паровая машина, вращая барабан, передвигает пароход по цепи. При этом туер тянет за собой несколько гружёных судов. Цепь поднимается из воды впереди движущегося парохода, а сзади него, сматываясь с барабана, снова погружается. Цепь подводится к барабану по направляющим роликам или каткам, что содействует поворотливости парохода. С этою же целью туеры строятся сравнительно короткими, а именно: длина такого парохода превышает ширину не более 6 — 7 раз.
Туеры большей частью снабжаются также гребными винтами, дающими им возможность в случае надобности передвигаться и самостоятельно, например вниз по течению. Сбрасывание цепи с барабана при расхождении встречных возов (так называется туер с передвигаемыми им судами) и других случайностях, и обратное подхватывание её — достаточно сложная операция. Она значительно облегчается в системе электромагнитного туажа Бове, в которой цепь притягивается к барабану магнетизмом. Пароходы эти могут быть более лёгкой конструкции и в случае надобности вполне играют роль буксирных пароходов. Цепь здесь прилегает к барабану всего на трех четвертях оборота. Барабан составлен из двух стальных дисков, стянутых бронзовыми болтами. Между дисками оставлено кольцевое пространство, в котором помещается электромагнитная катушка. Особый двигатель вращает динамо-машину, мощностью в три лошадиные силы. Ток обходит намотку катушки и намагничивает барабан, вследствие чего цепь крепко примагничивается к барабану. Опыт с цепью весом 9 кг в погонном метре дал силу притяжения в 6000 кг. Механические приспособления отрывают задние звенья цепи, сматывающиеся с барабана. Сбегающая часть цепи валится в ящик, в котором может поместиться около 25 м длины цепи. При приближении парохода к извилине реки цепь впереди натягивается по хорде, и за пароходом в реке могла бы образоваться ненатянутая, лишняя часть цепи, или слабина. Для избежания этого спускающуюся часть цепи с кормы парохода травят, то есть оставляют больший запас её длины в ящике и лишь при движении в извилине спускают постепенно лишние части цепи.
Цепными туерами были суда, работавшие на канале Сен-Кантен.
Туер с тросом (канатом)
Взамен цепи прокладываются также стальные канаты, начальная стоимость которых меньше, но зато эксплуатация обходится дороже. Канат перекидывается через блок, устройство которого должно способствовать образованию достаточного трения между его ободом и канатом. Туеры в узком смысле (канатные) обыкновенно сидят глубже цепных пароходов и менее поворотливы. Притом длину каната не так легко приспособить к форме русла, так как нельзя канат произвольно удлинять или укорачивать, как это можно сделать с цепью, прибавляя и убавляя звенья.
Примером туера, движущегося вдоль троса, является туер «Енисей».

### Силовая установка туеров
Первые туеры, появившиеся в 30-х годах XIX века, в качестве двигателя использовали лошадей, по образцу коноводных судов. Вскоре эти живые двигатели были вытеснены самым передовым видом двигателя на тот момент — паровой машиной. В начале XX века на туерах стали использовать двигатели внутреннего сгорания, таким образом туеры стали теплоходами. Туер «Енисей» является дизель-электроходом, то есть его тяговым двигателем является электромотор, получающий энергию от бортового генератора, приводящегося в движения дизельным двигателем.
Так как туеры, подобно поездам, следуют по чётко обозначенной траектории, их, в отличие от других судов можно было электрифицировать по образцу наземного транспорта (при помощи контактной сети). В 1920-х годах для канала Сен-Кантен во Франции было построено три туера, получавших энергию от контактной сети (см. ниже).

## Россия

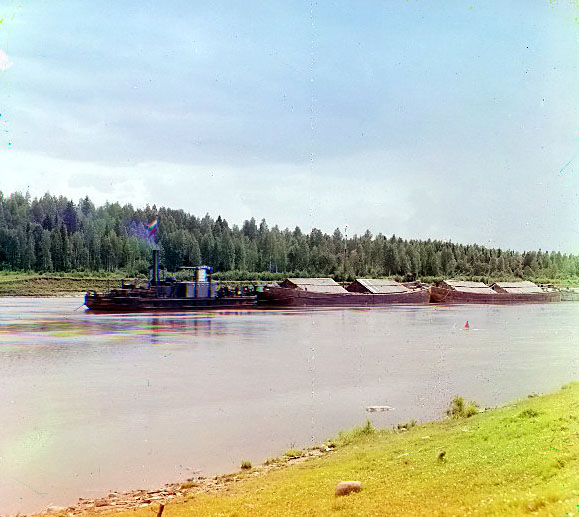
Туер с баржами на Мариинской системе. Начало XX века, фотография Сергея Прокудина-Горского.

В России туаж существовал на Шексне, на Верхней Волге (от Твери до Рыбинска) и на Свири. В XIX веке на Волге и Шексне работало 14 туеров-пароходов. Для них по дну реки была проложена цепь длиною в 395 км (370 вёрст), от Рыбинска до Твери. Интересно, что именно эта цепь была самой дорогой частью туерного хозяйства: в 1869 году стоимость цепи была оценена в 1 миллион рублей, в то время как суммарная стоимость 14 туеров и остального оборудования была оценена в 700 тыс. рублей.
Туеры использовались и на других водных путях России.
По произведенной в 1884 году первой общей переписи всех судов, плавающих на реках Европейской России, числилось 26 туерных пароходов, со средним числом номинальных сил 43, в 1890 году их было 26, а в 1895 году и по последней переписи 1900 года — 23 (из них 14 на Шексне, 7 на Волге и 2 на Свири), со средним числом номинальных сил 41.
Постепенный рост мощности судов с гребным винтом, а также создание на Волге водохранилищ сделало туеры ненужными. В настоящее время в составе речного флота России имеется всего один туер — дизель-электрический туер-буксир «Енисей». В течение уже сорока лет он трудится на Казачинском пороге одноимённой реки, проводя через пороги грузовые и пассажирские суда. Ещё один туер до 1990-х годов работал на Хутинском пороге в Туве, на реке Большой Енисей.
Источники к разделу:
- Музей речного флота
- Словарь Брокгауза-Ефрона (недоступная ссылка)

## Франция

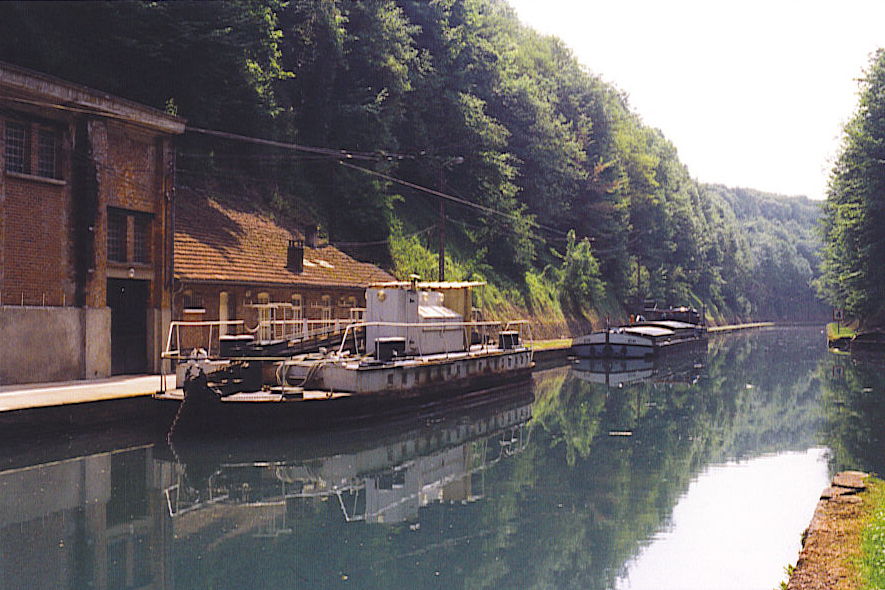
Туер канала Кантен. На заднем плане — пениш.

Во Франции, на одном из участков канала Сен-Кантен, туеры использовались вплоть до недавнего времени. Туеры использовались для проводки судов по участку длиной в двадцать километров в Вандюиль (Vendhuile), на пол-пути между Сен-Кантеном и Камбре. В состав этого участка канала входят два тоннеля: Большой тоннель Рикьеваля (Grand souterrain de Riqueval, длина 5,5 км, самый длинный судоходный тоннель Франции, также известен как тоннель Вандюиля) и Леденский тоннель (Lesdins, 1,1 км). Так как использование двигателей внутреннего сгорания в тоннелях запрещено, туер являлся электроходом и приводится в движение электрическим двигателем, который получает электричество от натянутой над фарватером двухпроводной контактной сети, отдалённо напоминающей троллейбусную. Напряжение составляло 600 вольт, ток был постоянным.
Туер брал на буксир караван из десяти-сорока пенишей, в зависимости от интенсивности движения (пениш — распространённый во Франции, Бельгии и Нидерландах тип речного грузового судна с максимальной длиной в сорок метров). По традиции капитан первого судна каравана давал экипажу туера «на чай» три бутылки вина.
Туер с караваном преодолевал двадцать километров за десять часов. Каждый день по каналу проходило два каравана в одном направлении (утренний и ночной).
Первоначально на канале работало три туера, построенных в 1918—1924 годах. К восьмидесятым годам один из них был выведен из эксплуатации и превращён в музей.
Каждый туер был 25 метров в длину, 5 в ширину, и имел осадку в 1 метр. Водоизмещение каждого туера составляло 90 тонн.
Эксплуатация туеров на канале Сен-Кантен была прекращена в конце 2005 года в связи с модернизацией канала.
Ранее туеры использовались также и на других реках и каналах Франции.
Источники к разделу:
- Информация о туере на сайте о пенишах (нид.)
- Harry de Groot / Jan Biezenaar. Rijn- en binnenvaart in beeld, Nederland-België-Frankrijk 1935-'65. Uitgeverrij De Alk bv, Alkmaar, Nederalnd ISBN 90-6013-954-2
- Туаж в Риквевале

## Другие страны
По данным словаря Брокгауза-Ефрона, в Западной Европе туаж применялся преимущественно на верхних участках некоторых рек: Сены, Майна, Эльбы и других.
На Дунае туаж не смог долго держаться. В 1880-х годах австрийское Дунайское пароходное общество содержало 10 туеров, которые обслуживали участки от Вены вверх до Ибса и вниз до Братиславы. В 1890 году на этом последнем участке использование туеров было прекращено, цепь была снята и перевезена в Баварию, где она в 1891 году была уложена на участке от Регенсбурга до Винцера, длиной 114 км, а в 1893 году была продолжена до Оттаха на 5 км.
Но вслед за тем в Австрии прекратилось использование туеров и на участке от Иббса до Вены. В Баварии цепные пароходы несколько лет успешно конкурировали с буксирными пароходами, но затем, по мере износа цепи, ремонт стал вызывать большие расходы. Рейсы туеров постепенно сокращались, и в 1901 году вынута была цепь на последнем участке от Регенсбурга до Гохкирхен.

## Туеры в литературе
Туеры «Енисей» и его предшественник, туер «Ангара», упоминается в сборнике рассказов Виктора Астафьева «Царь-рыба» (рассказ «Туруханская лилия»)

Пароходик с лебедкою под названием «Ангара» был туер. Он пережил целую эпоху и остался единственным в мире. Трудились когда-то туеры на Миссисипи, на Замбези и на других великих реках — помогали судам проходить пороги, точнее, перетаскивали их через стремнины, дрожащих, повизгивающих, словно собачонок на поводке. Туер, что кот ученый, прикован цепью к порогу. Один конец цепи закреплен выше порога, другой ниже, под водой. И весь путь туера в две версты, сверху вниз, снизу вверх. Однообразная, утомительная работа требовала, однако, постоянного мужества, терпения […] Сделав работу, туер отцепит от себя суденышко, пустит его своим ходом на вольные просторы, в которых самому никогда бывать не доводилось, и пикнет прощально, родительски снисходительно.
Ныне в порогах трудится другой туер — «Енисей» — детище Красноярского судоремонтного завода. Он заменил старушку «Ангару».